# Aweng Ade-Chuol
Aweng Ade-Chuol est une mannequin sud-soudanaise, dont la famille s'est réfugiée en Australie.  

## Biographie
Aweng Ade-Chuol est née au camp de réfugiés de Kakuma au Kenya (par où sont également passée les mannequins Halima Aden et Adut Akech), où sa famille a fui la Seconde guerre civile soudanaise. Elle s'installe en Australie quand elle est âgée de 7 ans. Elle a une fratrie de onze frères et sœurs, dont elle est l'aînée. Son père était un enfant soldat lors de la Première guerre civile soudanaise et a également pris part à la seconde, où il trouve la mort victime d'une infection consécutive à une blessure par balles en 2013,.
En 2017, alors qu'elle est âgée de 18 ans et travaille dans un restaurant McDonald's de Sydney, elle est repérée par un agent de la société de mannequins Chadwick Models. Elle signe un contrat et effectue son premier défilé à Paris pour l'événement Vetements. Elle enchaîne ensuite pour Burberry, les collaborations « Balmain x Puma » et « Savage x Fenty » de Rihanna. Son visage porte des cicatrices caractéristiques. 
En 2020, elle figure dans le film et l'album visuel de Beyoncé Black Is King, aux côtés de Naomi Campbell et Lupita Nyong'o et avec son épouse dans une publicité de Ralph Lauren.
Elle étudie le droit et la psychologie à l'université de Nouvelle-Angleterre, dont elle devrait être diplômée en 2021,. Elle prend des cours d'art dramatique et cite Lupita Nyong'o ou Shonda Rhimes comme ses inspirations pour une éventuelle carrière.
Elle est citée dans les 100 femmes de l'année 2019 par le site OkayAfrica.

## Vie privée
Adolescente, elle était déjà sortie avec des femmes en Australie. En janvier 2019, dans le cadre professionnel, Aweng Ade-Chuol rencontre Alexus (« Lexy »), qui est une artiste américaine propriétaire d’une boutique d’onglerie, Palmpered, et qui lui confie son contact personnel,. Elles se fréquentent pendant neuf mois avant de se fiancer. Le couple s'unit le 12 décembre 2019 à l'Hôtel de ville de New York et se font tatouer le chiffre "XII" sur leurs annulaires après la cérémonie. Après leur mariage, malgré le soutien de sa famille, elle est victime de harcèlement, particulièrement venues de la communauté sud-soudanaise, qui la conduisent quelques mois plus tard à une tentative de suicide. Elle passe trois jours en soins intensifs et reste hospitalisée six mois. En signe de solidarité, Aweng et Alexus font la couverture de l'édition anglophone du magazine Elle en 2020. Le couple s'installe par la suite à Londres.